# Eumerus aquilius
Eumerus aquilius är en tvåvingeart som beskrevs av Walker 1849. Eumerus aquilius ingår i släktet månblomflugor, och familjen blomflugor. Inga underarter finns listade i Catalogue of Life.